# Ptychoptera yamato
Ptychoptera yamato är en tvåvingeart som beskrevs av Nakamura och Saigusa 2009. Ptychoptera yamato ingår i släktet Ptychoptera och familjen glansmyggor. Inga underarter finns listade i Catalogue of Life.